# Helmut Weiss (Schauspieler)
Helmut Ludwig Johann-Georg Weiss (* 25. Januar 1907 in Göttingen; † 13. Januar 1969 in West-Berlin) war ein deutscher Schauspieler, Drehbuchautor und Filmregisseur.

## Leben
Weiss’ Großvater väterlicherseits war der evangelische Theologe Bernhard Weiß. Nach dem Gymnasium nahm Helmut Weiss 1925/26 Schauspielunterricht bei Walther Kottenkamp in Dresden und erhielt 1926 seine ersten Engagements in Dresden und Berlin. Von 1927 bis 1932 war er am Staatstheater Berlin engagiert.
Seine Filmlaufbahn begann Weiss 1935 als Darsteller komischer und grotesker Nebenrollen. Einprägsame Auftritte hatte er unter anderem in der Shakespeare-Bearbeitung Die lustigen Weiber (1935), in dem Erbschaftsdrama Familienparade und in dem Heimatfilm Dahinten in der Heide (beide 1936). Seine größte Rolle folgte 1940 in dem Ehelustspiel Lauter Liebe, in dem Weiss einen langweiligen Sohn reicher Eltern spielt, den die Eltern der weiblichen Hauptfigur (Hertha Feiler) für ihre Tochter als Bräutigam ausgewählt haben.
Nachdem Helmut Weiss zuvor bereits wiederholt mit Heinz Rühmann zusammengearbeitet hatte, wirkte er 1942 an dem Drehbuch für den Rühmann-Film Ich vertraue Dir meine Frau an mit. An der Seite von Kurt Hoffmann sammelte Weiss hier auch erste Erfahrungen als Regieassistent. Im folgenden Film, Sophienlund (1943), führte Rühmann selbst Regie, wobei Weiss wiederum als Drehbuchautor und Regieassistent eingesetzt wurde. Im selben Jahr folgte mit dem Film Die Feuerzangenbowle Weiss’ Regiedebüt. Der Film, der das Prädikat „Künstlerisch wertvoll“ erhielt, ist bis auf den heutigen Tag seine bekannteste und erfolgreichste Arbeit geblieben. Mit den Filmen Der Engel mit dem Saitenspiel (1944) und Quax in Fahrt setzten Weiss und Rühmann ihre erfolgreiche Zusammenarbeit fort. Quax in Fahrt erhielt im Februar 1945 zwar noch die Freigabe durch die Filmprüfstelle, kam jedoch vor Kriegsende nicht mehr in die Kinos. Weil er nicht frei von propagandistischen und rassistischen Aussagen war, wurde der Film – ebenso wie dessen Vorgänger Quax, der Bruchpilot nach dem Einmarsch der Alliierten unter Aufführungsverbot gestellt. Die deutsche Uraufführung fand geschnitten und unter dem Titel „Quax in Afrika“ erst 1953 statt.
Helmut Weiss war der erste Regisseur, der nach Kriegsende in Westdeutschland wieder einen Film drehen durfte: Sag’ die Wahrheit. Ausgangspunkt dieses Lustspiels, dessen Produktion die kleine und kurzlebige Berliner Studio 45-Film GmbH übernahm, war ein Spielfilmprojekt, das Rühmann 1945 als Herstellungsgruppenleiter der Terra Film begonnen hatte, wegen des Krieges jedoch nicht zu Ende bringen konnte. Weiss, der Regie führte, konnte den Film nur zu drei Vierteln abdrehen, dann musste das Projekt aufgegeben werden. 1946 wurde es mit neuen Darstellern wieder zum Leben erweckt. Da Rühmann wegen seiner mangelnden Distanz zum NS-Regime nach Kriegsende von den Alliierten unter Berufsverbot gestellt wurde, konnte er nicht selbst die Hauptrolle spielen, sondern wurde durch Gustav Fröhlich ersetzt.
Als Regisseur und oft auch als Drehbuchautor drehte Helmut Weiss in der Bundesrepublik Deutschland zahlreiche weitere Filme, 1949 kam es auch noch einmal zur Zusammenarbeit mit Heinz Rühmann (Das Geheimnis der roten Katze). Daneben drehte Weiss wiederholt mit Stars wie Sonja Ziemann, Olga Tschechowa, Hans Söhnker und Curd Jürgens. Seit 1954 stand er als Nebendarsteller häufig auch selbst wieder vor der Kamera. Sein erfolgreichster Nachkriegsfilm als Regisseur war das Lustspiel Drei Mann in einem Boot (1961), in dem Hans-Joachim Kulenkampff, Heinz Erhardt und Walter Giller drei Freunde spielen, die für ein paar Tage Reißaus vor dem Alltag und vor ihren Frauen nehmen.
Neben seiner Filmarbeit schrieb Weiss mehrere Theaterstücke, darunter Sophienlund (gemeinsam mit Fritz von Woedtke), Danach, Herzkönig (über 300 Aufführungen am Berliner Theater am Schiffbauerdamm), Robert und seine Brüder und Talent zum Glück und übersetzte französische und englische Stücke (teilweise unter dem Pseudonym „Paul Berking“). 1947/48 war er Oberspielleiter der Bühnen von Baden-Baden.
Das Grab von Helmut Weiss befindet sich auf dem Nicht-Katholischen Friedhof (Cimitero Acattolico) der Insel Capri.

## Filmografie (Auswahl)
- 1935: Krach im Hinterhaus (Veit Harlan)
- 1935: Die lustigen Weiber (Carl Hoffmann)
- 1936: Familienparade (Fritz Wendhausen)
- 1936: Flitterwochen (Karel Lamač)
- 1936: Skandal um die Fledermaus
- 1936: Boccaccio (Herbert Maisch)
- 1936: Diener lassen bitten (Hans H. Zerlett)
- 1936: Männer vor der Ehe (Carl Boese)
- 1936: Dahinten in der Heide (Carl Boese)
- 1939: Der Florentiner Hut (Wolfgang Liebeneiner)
- 1939: Modell Lu, der Lebensweg eines Hutes (Arthur Maria Rabenalt, Kurzfilm)
- 1939: Fräulein (Erich Waschneck)
- 1939: Kitty und die Weltkonferenz (Helmut Käutner)
- 1940: Lauter Liebe (Heinz Rühmann)
- 1940: Bal paré (Karl Ritter)
- 1940: Kleider machen Leute (Helmut Käutner)
- 1941: Das Mädchen von Fanö (Hans Schweikart)
- 1941: Leichte Muse (Arthur Maria Rabenalt)
- 1941: Der Gasmann (Carl Froelich)
- 1941: Quax, der Bruchpilot (Kurt Hoffmann)
- 1942: Rembrandt (Hans Steinhoff)
- 1943: Ich vertraue Dir meine Frau an (Kurt Hoffmann) – Regieassistenz, Drehbuch (mit Bobby E. Lüthge und Erich Kästner)
- 1943: Sophienlund (Heinz Rühmann) – Drehbuch, Regieassistenz
- 1943: Ein schöner Tag (Philipp Lothar Mayring)
- 1943/44: Die Feuerzangenbowle – Regie
- 1943/47: Quax in Afrika – Regie
- 1944: Der Engel mit dem Saitenspiel (Heinz Rühmann) – Drehbuch
- 1945: Sag’ endlich ja – Regie (unvollendet)
- 1945: Sag’ die Wahrheit – Regie (unvollendet)
- 1946: Sag’ die Wahrheit – Regie
- 1947: Herzkönig – Regie, Drehbuch
- 1949: Träum’ nicht, Annette! – Regie
- 1949: Das Geheimnis der roten Katze – Regie, Drehbuch
- 1949: Hallo Fräulein! – Drehbuch
- 1949: Tromba – Regie, Drehbuch
- 1950: Geliebter Lügner – Drehbuch
- 1950: Kein Engel ist so rein – Regie, Drehbuch
- 1950: Gute Nacht, Mary – Regie
- 1951: Die Tat des Anderen – Regie
- 1951: Das Geheimnis einer Ehe / Talent zum Glück – Regie, Drehbuch
- 1951: Mein Freund, der Dieb – Regie, Drehbuch
- 1952: Einmal am Rhein – Regie
- 1954: Liebe und Trompetenblasen – Regie, Darsteller
- 1954: Schloß Hubertus – Regie
- 1955: Oase (Oasis)
- 1955: Das Schweigen im Walde – Regie, Drehbuch
- 1956: Verlobung am Wolfgangsee – Regie, Drehbuch
- 1956: Der erste Frühlingstag/Es liegt was in der Luft – Regie, Drehbuch
- 1956: Küß mich noch einmal – Regie, Drehbuch
- 1956: Santa Lucia – Drehbuch
- 1957: Die liebe Familie – Regie, Drehbuch
- 1957: Lemkes sel. Witwe – Regie
- 1958: Mein ganzes Herz ist voll Musik – Regie, Darsteller
- 1958: Man ist nur zweimal jung – Regie
- 1958: Ein Amerikaner in Salzburg – Regie, Drehbuch
- 1959: Paradies der Matrosen – Drehbuch
- 1959: Whisky, Wodka, Wienerin (Rendezvous in Wien) - Regie
- 1959: Alle Tage ist kein Sonntag – Regie
- 1960: Mal drunter – mal drüber – Regie, Darsteller
- 1961: Vertauschtes Leben – Regie, Drehbuch
- 1961: Wie einst im Mai (TV)
- 1961: Drei Mann in einem Boot – Regie
- 1962: Auf Wiedersehn am blauen Meer – Regie, Darsteller
- 1963: Berlin-Melodie (TV)
- 1964: Das Kriminalmuseum: Der stumme Kronzeuge – Darsteller
- 1964: Fanny Hill – Darsteller
- 1964: Liebe auf den zweiten Blick (TV) – Drehbuch
- 1964: Der Fall X 701 – Darsteller
- 1965: „Alle machen Musik“ – Regie (TV-Serie)
- 1965: Unser Pauker – Regie (TV-Serie)
- 1966: Guten Abend, Mrs. Sunshine (TV) – Drehbuch (Übersetzung)
- 1967: Das Kriminalmuseum: Die Spur führt nach Amsterdam – Darsteller (1969 unter dem Titel Komplizen ausgestrahlt)
- 1969: Donnerwetter! Donnerwetter! Bonifatius Kiesewetter – Regie